# Elie Aoun
Pour les articles homonymes, voir Aoun.
Elie Aoun (né à Damour en 1939) est un homme politique libanais.
Avocat, il fut à une certaine époque proche des Forces libanaises, avant de s’allier avec le leader du Parti socialiste progressiste, Walid Joumblatt. Ce dernier l’inclut sur sa liste électorale en 2000 et il est élu député maronite du Chouf.
Membre du bloc de la Rencontre démocratique, il s’oppose à la prorogation du mandat du président Émile Lahoud et participe à la Révolution du Cèdre en 2005 après l’assassinat de Rafiq Hariri. En juin 2005 et juin 2009, il est réélu à son poste de député, sur la liste des forces de l'Alliance du 14-Mars. 
C'est le seul député chrétien de la Rencontre démocratique à suivre Joumblatt dans son revirement d'alliance contre le 14 mars et nommant Najib Mikati à la présidence du conseil en janvier 2011 face à leur ancien allié Saad Hariri. Il est aujourd'hui membre du nouveau bloc parlementaire de Joumblatt: le Front de lutte nationale.